# Partito Comunista di Grecia (marxista-leninista)
Il Partito Comunista di Grecia (marxista-leninista) (in greco Κομμουνιστικό Κόμμα Ελλάδας (μαρξιστικό-λενινιστικό)?, Kommounistiko Komma Elladas (marxistiko-leninistiko), KKE(m-l)) è un partito maoista esistente in Grecia.
Il KKE(ml) fu fondato nel 1976 a seguito di una scissione dell'Organizzazione dei Marxisti-Leninisti di Grecia; i futuri militanti del Partito, infatti, rifiutavano la teoria dei tre mondi, mentre la fazione a loro avversa, che andrà a costituire il Partito Comunista Marxista-Leninista di Grecia, la sosteneva. Già all'inizio degli anni ottanta, però, il KKE(ml) cominciò a soffrire perdite di militanti, specialmente nel 1982, quando la sua entità si ridusse notevolmente, a causa della morte di Mao Zedong e della mancanza di una posizione chiara del KKE(ml) su Deng Xiaoping, e la vittoria del PASOK in Grecia.
Nel corso degli anni ottanta, il KKE(ml) sviluppò strette relazioni con i partiti maoisti che conducevano o sostenevano le guerre popolari, in particolare con i membri del Movimento Internazionalista Rivoluzionario e con Sendero Luminoso (Perù). Fu probabilmente il primo partito maoista greco a cambiare la formulazione di marxismo-leninismo-pensiero di Mao Zedong in marxismo-leninismo-maoismo, seguendo l'esempio peruviano. Attualmente, il KKE(ml) ha strette relazioni con il Partito Comunista del Nepal (centro maoista) e il Partito Comunista d'India (maoista).
Il KKE(ml) partecipa alle elezioni dal 1989, quando ottenne 3.361 voti (0,05%). Nel 1990, vide una perdita consistente, ottenendo 2.590 voti (0,04%). Nel 1993, si unì alla coalizione elettorale Lotta di Sinistra, che ottenne 8.160 voti nel 1993 e 10.443 nel 1996. Nel 2003, tornato da solo, il KKE(ml) ottenne 7.301 voti (0,11%) e crebbe a 10.754 (0,15%) nel 2004, quindi a 17,541 (0,24%) nel 2007.
Il KKE(ml) pubblica il bisettimanale Proletariaki Simea (Bandiera Proletaria).